# Josef Weinheber

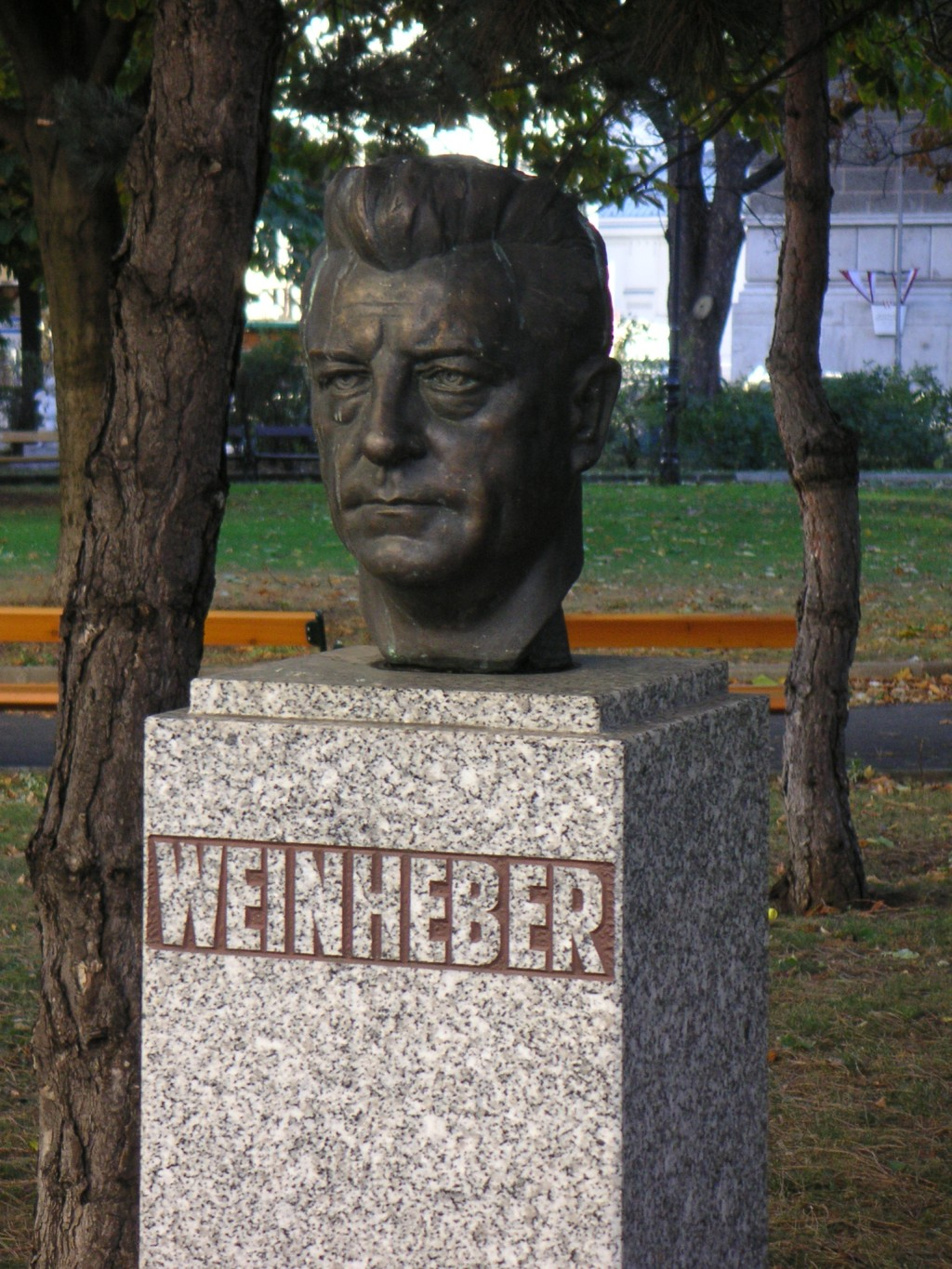
Buste van Weinheber in het Weense Schillerpark

Josef Weinheber (Ottakring (Wenen, 9 maart 1892 — Kirchstetten, Neder-Oostenrijk, 8 april 1945) was een Oostenrijks lyricus en verhalenverteller.
Weinhebers werk polariseerde van oudsher, en is tot de huidige dag voorwerp van esthetische, levensbeschouwelijke en politieke kontroversen. Hij werd immers niet alleen hoog geacht als warmhartig Weense heimatdichter: hij was prins der dichters, opgenomen in de Gottbegnadeten-Liste en een der meest gelezen lyrici van zijn tijd. Hij was ook een uitgesproken dichter van het Nationaalsocialisme, waardoor hij uitgroeide tot een leidende figuur in de cultuurpolitiek van het Derde Rijk. 
- Bibsys: 90084474
- Bibliothèque nationale de France: cb125254570 (data)
- Gemeinsame Normdatei: 118766287
- International Standard Name Identifier: 0000 0001 0909 1736
- Library of Congress Control Number: nr89003144
- MusicBrainz: 019fe04a-647a-42d6-8238-0071a61cf757
- Nationale Bibliotheek van Tsjechië: xx0156171
- Nationale Bibliotheek van Israël: 987007269750405171
- Nationale Bibliotheek van Polen: a0000001195955
- Nederlandse Thesaurus van Auteursnamen: 067867243
- RKD-Nederlands Instituut voor Kunstgeschiedenis: 233822
- Istituto Centrale per il Catalogo Unico: DDSV128545
- SNAC: w6jf3m6j
- Système universitaire de documentation: 034504710
- Virtual International Authority File: 64114488
- WorldCat: E39PBJpjffvkMF4Jxy8gbPRxjC